# ライアン・ルパート
- ライアン・ルペア

ライアン・ルパート（Rayan Rupert, 2004年5月31日 - ）は、フランスのストラスブール出身のプロバスケットボール選手。NBAのポートランド・トレイルブレイザーズに所属している。ポジションはシューティングガード。

## 経歴

### ユース
2019年にセントレ・フェデラルと契約してプロデビューした。
2021年にはポール・フランスと契約した。

### ニュージーランド・ブレイカーズ
2022年6月10日にNBLのニュージーランド・ブレイカーズと契約し、NBLの次世代スター育成プログラムに参加した。

### ポートランド・トレイルブレイザーズ
2023年6月22日に開催された2023年のNBAドラフトで、全体43位でポートランド・トレイルブレイザーズに指名された。同年7月4日、正式にブレイザーズと契約した。

## 個人成績

### NBA

#### レギュラーシーズン
| シーズン | チーム | GP | GS | MPG  | FG%  | 3P%  | FT%  | RPG | APG | SPG | BPG | PPG |
| -------- | ------ | -- | -- | ---- | ---- | ---- | ---- | --- | --- | --- | --- | --- |
| 2023–24  | POR    | 39 | 12 | 16.2 | .335 | .359 | .760 | 2.4 | 1.6 | .3  | .1  | 4.0 |
| 2024–25  | POR    | 52 | 0  | 8.8  | .408 | .271 | .767 | 1.3 | .5  | .3  | .1  | 3.0 |
| 通算     | 通算   | 91 | 12 | 12.0 | .370 | .321 | .764 | 1.8 | 1.0 | .3  | .1  | 3.4 |

## 家族
父のティエリー・ルパートも元プロバスケットボール選手で、ユーロリーグなどで活躍したが、2013年に亡くなった。
姉のイリアナ・ルパートはWNBA選手であり、かつてアトランタ・ドリーム等に所属していた。